# Праіндоєвропейська релігія
Праіндоевропе́йська релі́гія — теїстичні уявлення  праіндоєвропейців, синтез релігії, магії та  духовної практики, приблизні загальні риси якої вдається відновити шляхом зіставлення релігійно-міфологічного матеріалу різних індоєвропейських народів.

## Пантеон

### Загальні теорії
Шляхом зіставлення мовного матеріалу і міфів різних індоєвропейських народів французький компаративіст Жорж Дюмезіль прийшов до висновку, що протоіндоєвропейське суспільство функціонально поділялося на три стани- Жрецьке (див. брахмани), військове (див. кшатрії) і землеробське (див. вайш'ї). Кожній касті відповідало особливе божество: скажімо, у жерців це був грізний, але справедливий бог-суддя (Зевс — Юпітер — Одін — Арамазд — Міхр — Мітра — Варуна), у воїнів — бог війни (Тор — Марс — Арес — Ваагн — Індра — Перун — Перкунас), у хліборобів — бог родючості (Фрейр — Квірін — Велес).
Гамкрелідзе та Іванов на противагу теорії Дюмезіля висувають дуалістичний принцип індоєвропейської соціальної організації, який, на їхню думку, відбився в близнюковому культі і в міфі про інцест близнюків, а також у міфі про ворожнечу Пандавів та Кауравів (основний сюжет «Махабхарати»). Крім того, боги подаються розділеними на дві опозиційні групи, що знаходяться разом з тим в родинних стосунках (деви та асури в Індії, деви і Ахура в Ірані, вани та аси в Скандинавії, почасти також олімпійські боги та титани в Греції).

### Небесні божества

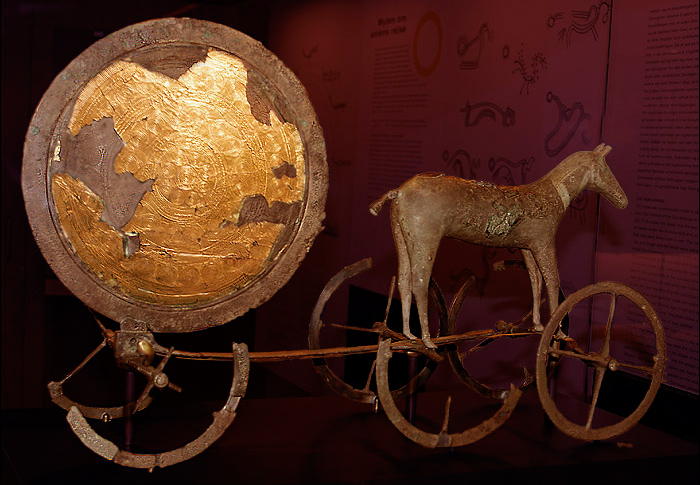
Сонячний віз (Зеландія, XVII століття до н. е.) Відображає властиве індоєвропейцям повір'я в те, що Сонце рухається по небу на колісниці.

За лінгвістичним даними може бути відновлений ряд імен індоєвропейських божеств:
- «Бог-отець» (*dyeus phater) — божество ясного неба (індійський Дьяус-пітар, балтійський Діевас, грецький Зевс, римський Юпітер, лувійський Тіваз, хетський Сіу)
- Божество грому і бойової дружини (*per(kw)unos. У різних народів ім'я Громовержця сходить або до назви дуба (Querqus mas) (священного дерева Громовержця), або до дієслова «періщити: бити, ударяти; перти». зближується з цими словами назву «гори».) (хеттський Пірве, ведійський Парджанья, балтійський Перкунас, слов'янський Перун, ісландська Ф'єргін).

Особливу теорію висунув Ж. Одрі: на його думку, у індоєвропейців існували божества трьох небес: добрий «білий» бог денного неба, гнівний «червоний» бог ранкової та вечірньої зорі і «чорний» бог ночі.
Лінгвісти В. Н. Топоров та В'яч. Вс. Іванов розробили так звану «теорію основного міфу», згідно з якою основною індоєвропейської міфологемою є протистояння Громовержця зі Змієм. Ними відновлюється ім'я основного противника бога-громовержця: слов'янський Велес, литовський Велняс, індійські Валу та Вритра. З противником богів¿якого — Велеса чи Перуна пов'язаний і ряд асоційованих з водою персонажів, чиї імена включають корінь *dhon (від якого походять назви річок Дон, Дніпро, Дністер, Дунай) — у індоаріїв мати Врітри Дану та Данави, у древніх ірландців племена богині Дану, осетинський Донбеттир.
- Вдається відновити ряд інших божеств загальноіндоєвропейського пантеону. Серед них особливо чітко викреслюється богиня зорі і літа (* haeusos): у грецькій традиції — Еос, у римській — Аврора, у ведичній — Ушас, у балтійській — Аушра (порівн. Ішуш, Ісус, Астарта (Ас-стар), Іштар; див. ще Януарій у ЕСУМ — зіставлення з дінд. yānah — шлях, укр. їду).

Хоча ранні дослідники уявляли собі протоіндоєвропейців («арійців») як вогне- чи сонцепоклонників, ці характеристики правильніше відносити тільки до індоіранців. В індоєвропейських мовах граматичний рід Сонця нестійкий. З одного боку, чоловіче сонячне божество роз'їжджає по небу на колісниці (сонячна колісниця Сур'ї, колісниця Геліоса, колісниця Ахура-Мазди, індійська вімана). З цією міфологемою пов'язаний і широко поширений символ «Сонячний хрест», що являє собою колесо сонячної колісниці з чотирма спицями. Проте простежується і опозиція Сонця як жіночого начала («мати»), місяць у — як чоловічого начала («батько»). Міфологічний мотив весілля місяця і дочки сонця найкраще зберігся в балтійської міфології, однак зустрічається в одному з гімнів Рігведи і байці Езопа.

### Міфологія
Індоєвропейським народам властиві загальні для племен всього світу міфологеми на кшталт світового дерева і нечистого змія. Однак у індоєвропейців світове дерево пов'язане з культом коней (Іггдрасіль — «скакун Одіна» в Скандинавії; ашваттха, від кореня ашва («кінь»; Hyppus) — назва світового древа в Індії).
Існувало уявлення про прабатька людського роду, ім'я якого означало «людина, чоловік» (ведійський Ману, німецький Манн). Прабатько також вважався першим померлим чоловіком, який відкрив дорогу іншим людям в інший світ і став його господарем. Крім того, був поширений міфологічний мотив інцесту божественних близнюків, від яких постало людство (ведійські Яма та Ямі, балтійські Юмис і Юмала, пор. у росіян Иван-да-Марья). Мотив принесення першолюдини (первістка) в жертву (скандинавського Іміра чи ведійського Пуруші, пор. подібний сюжет в російській «Голубиній книзі») йде корінням у праіндоєвропейську старовину. У багатьох традиціях світ створюється шляхом розчленування тіла первісної істоти (камені — з кісток, земля — з плоті). Мотив шлюбу неба і землі (Уран та Гея в Греції, Дьяус та Прітхві в Індії) поширений і за межами індоєвропейської спільності.
Відмінна риса індоєвропейських народів — віра в існування загробного світу, як правило відокремленого від світу живих рікою. При цьому рай, як правило, містився в далеких країнах (острови блаженних), а пекло представляли як холодну порожнину під землею, вхід у яку стереже лютий пес (Кербер — Ґарм).
Дюмезіль вбачав у різних індоєвропейських традиціях рудименти фігури трикстера, найбільш яскраво представлені скандинавським Локі, але також властиві грецькому Гермесу, іранському Аріману, а також ряду індоєвропейських героїв (Одіссеєві греків, Сирдону осетин, Брікрену кельтів).
Міфи різних індоєвропейських народів іноді демонструють дивовижну схожість. Так, у багатьох країнах зустрічається міф про вкрадене богом вітру стадо корів (або хмар). Улюблений мотив фольклору індоєвропейських народів — наречені, яких на ложі розділяє оголений меч (див. Дамоклів меч). Дюмезіль зазначав, що в нартському епосі (відображає скіфо-сарматську традицію) є епізод, до дрібниць відповідний кельтській легенді про вручення Володаркою Озера герою меча Екскалібур (детально цей мотив вивчений учнем Дюмезіля Ж. Грісваром).
Видається ймовірним, що праіндоєвропейська релігія допускала існування лісових і польових духів як чоловічої (ельфи, гноми, сатири, лісовики), так і жіночої статі (німфи , русалки, хульдри, апсари).

### Культ героїв
У індоєвропейських народів був розвинений культ героїв — чоловіків, наділених незвичайними якостями, які з дитинства виділялися серед рівних собі, а в битвах здобули невмирущу славу. Славити героїв у своїх піснях були покликані бродячі поети (барди, скальди, вітії). Сюжети багатьох героїчних міфів будуються на перипетіях взаємин героя з батьком.
У багатьох індоєвропейських міфах намальований образ непереможного героя, який гине через наявність на його тілі єдиного вразливого місця, як правило, в області ніг (порівн. інь і ян — включення одна в одну протилежностей):
- Вразливе місце Ахілла — Ахіллесова п'ята.
- Вразливе місце Зігфріда (Пісня про Нібелунгів) — на спині, чим і скористався Гаґен.
- Тіло Крішни непереможне, за винятком підошов його ніг, і саме в це місце вражає його фатальна стріла.
- В «Шахнаме» тіло Ісфандіяра є невразливим, але Рустам вражає його особливою стрілою в око.
- Народжений з заплідненого каменю Сослан був загартований у крижаній воді, молоці вовчиці та розплавленому залізі, але його коліна залишилися незахищеними, і саме по них завдало удару колесо, що відлетіло від колісниці.
- У ірландського героя Конганкнеса, сина Дедада[en], настільки жорстка шкіра, що холодна зброя відскакує від неї (саме його ім'я складається з congna 'ріг, роги' + cnes 'шкіра'). Проте невірна дружина вивідала у нього те, що вбити його можна, загнавши розпечені спиці через підошву в гомілку. Приспавши чоловіка, дружина вдається до цього методу.

У багатьох міфах основним подвигом героя є вбивство змія (цей мотив детально вивчений Калвертом Воткінсом).

### Культ коней
У багатьох індоєвропейських традиціях, і особливо в індоіранській, простежується культ коней. З цим пов'язані кінні жертвопринесення та колісничні поховання, особливо характерні для Андронівської культури. Окремі риси цих ритуалів зберігалися і в пізніший час (еквірії в Римі, ашвамедхи в Індії).
З культом коня пов'язані фігури божественних близнюків, які в ряді традицій вважалися синами богині коней. У Греції ці фігури називалися Діоскурами, в Німеччині — Алками, в Індії — Ашвіни, в Литві — синами Дієваса, в Римі їхню роль грали Ромул і Рем (порівн. дволикий Янус), «кінські» імена носять також перші королі Кенту брати Хенгіст та Хорса.

## Обряди
Відомості про обряди ініціації і шлюбу в протоіндоєвропейському суспільстві мізерні і суперечливі. У багатьох індоєвропейців був звичай перед ініціацією виганяти хлопців з поселення. Під час перебування в такому загоні юнаки повинні були вести себе «по-чоловічому», тобто нарочито грубо і розперезано, нехтуючи соціальними законами. Ще не до кінця з'ясована роль, яку у цьому відігравав культ собаки або вовка: можливо, супутником юнаки в загоні був пес, чи було прийнято одягатися в вовчі шкури (звідси — пізніші уявлення про перевертнів, луперкалії).
У багатьох індоєвропейських спільнотах існував обряд колективного куштування деякого божественного напою (укр. узливання, див. вино#вино у культурі), який дозволяє смертному долучитися до богів з танцями, музикою і піснями. Перед битвою жерці готували напій і роздавали його воїнам, яким він надавав безстрашність і невразливість в бою. У ведичній традиції напій іменується «сома», в іранській — «хаома». У європейських народів споживання галюциногенного напою було замінено ритуальним вживанням пряних алкогольних напоїв (мед на бенкетах і блот у північних народів, вино — на еллінських симпосіях).
В історичні часи людські жертвопринесення були явищем швидше винятковим (у Римі — в розпал війни з Ганнібалом, в Києві — при Володимирі Святославичі[джерело?], в Скандинавії — на блот в Старій Уппсалі), проте досліджені в останні роки кургани Мергелева гряди в Луганської області свідчать про поширення цього обряду серед носіїв Ямної культури. Майже всі індоєвропейські народи в давнину спалювали мертвих на похоронних багаттях, хоча в більш ранній період, мабуть, практикувалася інгумація в курганах (за матеріалами Ямної культури — на спині з зігнутими ногами). Нерідко під час похорону приносили в жертву коня померлого і його дружину або наложницю (саті). Могли також приносити в жертву кіз, овець та інших тварин. Археологічні свідчення подібних жертвопринесень є в Греції, у хетів та інших індоєвропейських народів. Подібний звичай відомий в гробницях Катакомбної культури: так, в одному чоловічому похованні було знайдено близько сорока кінських черепів. Слідом за похованням відбувалися похоронні ігри та тризна.

## Міфології окремих індоєвропейських народів
- Вірменська міфологія
- Балтійська міфологія
  - Латиська міфологія
  - Литовська міфологія
- Ведизм
  - Індійська міфологія
  - Зороастризм
- Германська міфологія
  - Германо-скандинавська міфологія
- Грецька міфологія
- Італійська міфологія
  - Римська міфологія
- Кельтська міфологія
  - Ірландська міфологія
- Румунська міфологія
- Скіфська міфологія
- Слов'янська міфологія
- Хеттська міфологія